# Bardai járás

A Bardai járás a Permi határterületen

A Bardai járás (oroszul Бардымский район) Oroszország egyik járása a Permi határterületen. Székhelye Barda.

## Népesség
- 1989-ben 29 584 lakosa volt, melynek 85,1%-a baskír, 8,3%-a orosz, 4,9%-a tatár.
- 2002-ben 27 904 lakosa volt, melynek 59,5%-a baskír, 32,3%-a tatár, 7,2%-a orosz nemzetiségű.
- 2010-ben 25 538 lakosa volt, melyből 13 849 baskír, 9 050 tatár, 1 874 orosz, 102 ukrán stb.